# Index of Primacy
Der Index of Primacy (deutsch: Index des Vorranges) bezeichnet in der Geographie den Quotienten der Einwohnerzahlen der größten und zweitgrößten Stadt eines Landes, wobei die höhere Einwohnerzahl durch die niedrigere dividiert wird.
Der Index wurde von Jürgen Bähr und Günter Mertins zur Untersuchung der Verstädterung in lateinamerikanischen Ländern entwickelt.